# Carnota
Carnota – gmina w Hiszpanii, w prowincji A Coruña, w Galicji, o powierzchni 70,9 km². W 2011 roku gmina liczyła 4605 mieszkańców.